# Proales similis
Proales similis är en hjuldjursart som beskrevs av de Beauchamp 1907. Proales similis ingår i släktet Proales och familjen Proalidae. Arten är reproducerande i Sverige. Inga underarter finns listade i Catalogue of Life.